# Des hommes vivront
Pour plus de détails, voir Fiche technique et Distribution.
Des hommes vivront (Men of Boys Town) est un film américain en noir et blanc réalisé par Norman Taurog, sorti en 1941.
Il est la suite du film Des hommes sont nés (Boys Town, 1938), avec Spencer Tracy et Mickey Rooney dans les mêmes rôles.

## Synopsis
Le père Edward Flanagan, prêtre catholique, directeur du foyer pour garçons en difficulté "Boys Town", assiste au procès du jeune Ted Martley, garçon paraplégique accusé du meurtre d'un gardien de la maison de correction de Marysport. Lorsque Ted confie que Marysport est corrompue et brutale, le prêtre l'emmène à "Boys Town", où il le place avec son protégé, Whitey Marsh. Ce dernier visite la maison de correction et constate à quel point les conditions y sont mauvaises.

## Fiche technique
- Titre français : Des hommes vivront
- Titre original : Men of Boys Town
- Réalisation : Norman Taurog
- Scénario : James Kevin McGuinness
- Producteur : John W. Considine Jr.
- Société de production : Loew's et Metro-Goldwyn-Mayer
- Distribution : Metro-Goldwyn-Mayer
- Musique : Herbert Stothart
- Photographie : Harold Rosson
- Montage : Fredrick Y. Smith et Ben Lewis (non crédité)
- Direction artistique : Cedric Gibbons
- Décorateur de plateau : Edwin B. Willis
- Pays de production :  États-Unis
- Langue : anglais américain
- Format : noir et blanc — son : mono (Western Electric Sound System)
- Genre : drame
- Durée : 106 min
- Dates de sortie :
  - États-Unis : 10 avril 1941 (New York)
  - États-Unis : 11 avril 1941 (sortie nationale)

## Distribution
- Spencer Tracy : Père Flanagan
- Mickey Rooney : Whitey Marsh
- Bobs Watson : Pee Wee
- Larry Nunn : Ted Martley
- Darryl Hickman : Flip
- Henry O'Neill : M. Maitland
- Mary Nash : Mme Maitland
- Lee J. Cobb : Dave Morris
- Sidney Miller (en) : Mo Kahn
- Addison Richards : le juge
- Lloyd Corrigan : Roger Gorton
- George Lessey : Bradford Stone
- Robert Emmett Keane : Burton
- Arthur Hohl : le garde
- Ben Welden (en) : le surveillant
- Anne Revere : Mme Fenely